# Luciano Folgore
Omero Vecchi (18 juin 1888 - 24 mai 1966), connu sous son pseudonyme Luciano Folgore /lu't͡ʃano 'folgore/ (soit « Lucien L'Éclair »), est un poète futuriste italien.

## Biographie
Luciano Folgore a écrit des poèmes en utilisant des pseudonymes dès son plus jeune âge.  Particulièrement apprécié par Filippo Marinetti, il adhère au futurisme et certains de ses poèmes sont publiés dans l'Anthologie I poeti futuristi (1912). Il a collaboré avec les revues historiques Lacerba et La voce. Il a également contribué à la revue satirique Il Travoso dans les années 1930. Dans son recueil de poèmes futuristes Il canto dei motori (1912), il utilise un langage traditionnel et décadent pour décrire le monde moderne des machines. 

## Œuvres

### Poésie
- Il canto dei motori, Edizione di "Poesia", Milan, 1912
- Ponti sull'Oceano, Edizione di "Poesia", Milan, 1914
- Città veloce, Edizione "La Voce", Rome, 1919
- Poeti controluce, F. Campitelli, Foligno, 1922
- Poeti allo specchio, F. Campitelli, Foligno, 1926
- Musa vagabonda, F. Campitelli, Foligno, 1927
- Liriche, F. Campitelli, Foligno, 1930
- Il libro degli epigrammi, F. Campitelli, Rome, 1932
- Favolette et strambotti, Ceschina, Milan, 1934
- Novellieri allo specchio ; parodie de D'Annunzio et autres, Ceschina, Milan, 1935
- Mamma voglio l'arcobaleno. Poesie per bambini, grandi et piccini , Magi-Spinetti, Rome, 1947

### Prose
- Graffa, l'impermeabile, Mondadori, Milan, 1923
- Nuda ma dipinta, F. Campitelli, Foligno, 1924
- La città dei girasoli, Arnoldo Mondadori Editore, Milan, 1924
- La trappola colorata, Milan, 1934